# Mützenich (Monschau)
Mützenich ist ein nordwestlicher Stadtteil von Monschau in der Städteregion Aachen und neben Rückschlag, Ruitzhof, Roetgen/Lammersdorf und Münsterbildchen eine von fünf deutschen Exklaven zwischen Deutschland und Belgien.

## Lage

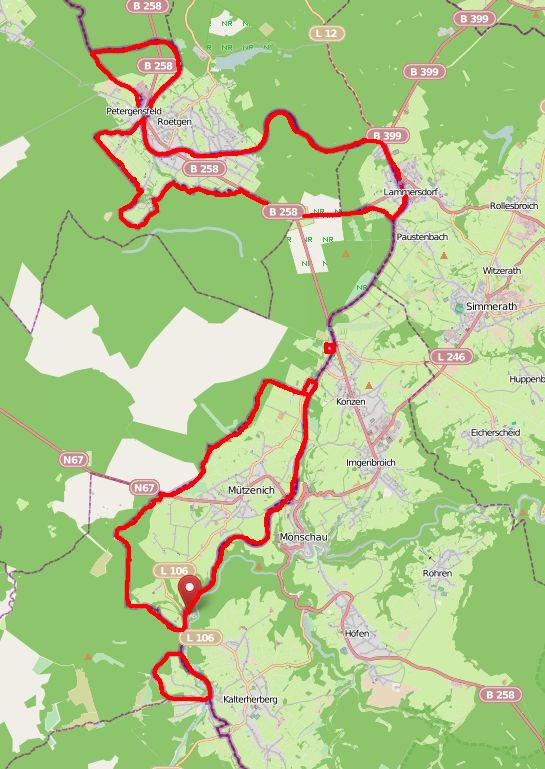
Die belgische Vennbahntrasse und die daraus resultierenden Exklaven

Mützenich liegt an der belgischen Grenze im Einzugsbereich des Hohen Venns, unterhalb der höchsten Erhebung der Städteregion Aachen, des Stelings (658 m ü. NHN).
Der Verlauf der Trasse der ehemaligen Vennbahn und späterem Vennbahnradweg macht Mützenich neben anderen Ortsteilen wie beispielsweise Ruitzhof, Rückschlag und Münsterbildchen zu Exklaven Deutschlands, da sie komplett von Belgien umschlossen sind. Die Vennbahntrasse selbst ist ebenso wie einige zuvor zu Mützenich gehörende Waldgebiete durch die Bestimmungen des Versailler Vertrags seit 1920 belgisches Hoheitsgebiet. Rechts und links der Trasse sind im Gelände die Grenzsteine zu finden.

## Geschichte

### Ortsgeschichte
Der Ortsname Mützenich weist möglicherweise auf eine römische Ansiedlung hin: Mutiniacum. Um 1783 wurde unter einem Knüppeldamm im Venn die Leiche eines römischen Legionärs in voller Rüstung gefunden. Der römische Helm ist Teil des Gemeindewappens.
Nach dem Ende des Zweiten Weltkrieges plante Belgien, die durch die Vennbahn entstandene Exklave zu annektieren, ließ diese Pläne aber im April 1949 wieder fallen.
In der Nachkriegszeit war der Ort eine Hochburg des Kaffeeschmuggels von Belgien nach Deutschland. An der sogenannten Aachener Kaffeefront kamen zahlreiche Menschen durch Schusswaffengebrauch auch westdeutscher Zöllner ums Leben. Die Staatsanwaltschaft ermittelte gegen mehr als 100 Bewohner wegen Schmuggels. Im Prozess stellte sie dar, dass fast die gesamte männliche Jugend Mützenichs Kaffee schmuggelte. 1952 wurden 52 Personen angeklagt und 46 verurteilt. Wegen Spielermangels musste daraufhin der örtliche Fußballverein absteigen.
Bis Ende 1971 gehörte Mützenich als eigenständige Gemeinde zum damaligen Kreis Monschau und zum damaligen Regierungsbezirk Aachen. Durch das Aachen-Gesetz wurden am 1. Januar 1972 sowohl der Kreis als auch der Regierungsbezirk aufgelöst und Mützenich in die Stadt Monschau eingegliedert.
Mützenich wurde mehrfach mit dem Titel „Golddorf“ ausgezeichnet.

### Wappen
| Wappen der früheren Gemeinde Mützenich | Blasonierung: „In Grün über gekreuzten silbernen (weißen) Torfspaten im Schildfuß ein goldener (gelber) Römerhelm, dieser belegt mit einem Mann, der mit einem Drachen kämpft; oben aus dem Helm wachsend zwei je nach links und rechts gerichtete goldene (gelbe) Schlangen.“                                         |
| Wappen der früheren Gemeinde Mützenich | Wappenbegründung: Das von Josef Decku entworfene Wappen wurde 1962 vom nordrhein-westfälischen Innenminister verliehen. Der Helm erinnert an die um 1783 unter einem Knüppeldamm im Venn gefundene Leiche eines römischen Legionärs in voller Rüstung; die Torfspaten stehen für den früheren Torfabbau im Ortsgebiet. |

### Flugpionier
Im Jahre 1909 ließ der Luftfahrtpionier Erich Offermann (1885–1930) bei Mützenich einen Hügel für Flugexperimente aufschütten. 1910 begann er dort mit Flugversuchen. Der Hügel liegt heute überwuchert auf belgischem Staatsgebiet. 1959 war dieser Hügel vom belgischen Historiker Jean de Walque fälschlicherweise als „Feldherrenhügel“ eines römischen Heerlagers interpretiert worden.

## Brauchtum
Seit 1864 pilgern Mützenicher Katholiken alljährlich am ersten Wochenende im Mai, mit Ausnahme der Zeit zwischen 1939 und 1945, zur 31 km entfernten belgischen Wallfahrtsstätte Moresnet-Chapelle.

## Wirtschaft und Infrastruktur
Neben einer Vielzahl privater Pensionen gibt es mehrere Hotels und Restaurants, Einzelhandelsgeschäfte, verschiedene Handwerksbetriebe und einige Milch- und Fleischbauern. Der größte Teil der Bevölkerung arbeitet allerdings in der näheren Umgebung oder in Aachen.
Mützenich ist von Aachen mit dem PKW in etwa 40 Minuten zu erreichen. Außerdem verkehren die AVV-Buslinien 85 und 385 nach Monschau, Kalterherberg, Imgenbroich und Eupen. Zusätzlich verkehrt wochentags zu bestimmten Zeiten der NetLiner der ASEAG.
| Linie             | Betreiber   | Verlauf |
| ----------------- | ----------- | --- |
| 85                | ASEAG       | Imgenbroich – / Monschau Altstadt – Mützenich – Reichenstein – Kalterherberg Kirche – Kalterherberg Oberdorf – Kleinfrankreich                                                                    |
| 385               | ASEAG / TEC | Eupen Bushof – Ternell Naturzentrum (B) – Mützenich (D) – Monschau – Kalterherberg Kirche – Kalterherberg Bf (AVV-Tarif gilt nur im deutschen Streckenabschnitt)                                  |
| NetLiner Monschau | ASEAG       | NetLiner: Fährt 30 min. nach der Buchung. Fährt Mo–Fr von 8–12 Uhr und von 15–21 Uhr. Bedient: Monschau Altstadt, Imgenbroich, Konzen, Mützenich, Kalterherberg, Höfen, Alzen, Rohren, und Widdau |

## Baudenkmäler
Die 1847/1848 erbaute neugotische Pfarrkirche St. Bartholomäus wurde 1954/1955 um einen Erweiterungsbau ergänzt. Sie verfügt über Buntglasfenster von Trude Dinnendahl-Benning (1961).

## Tourismus

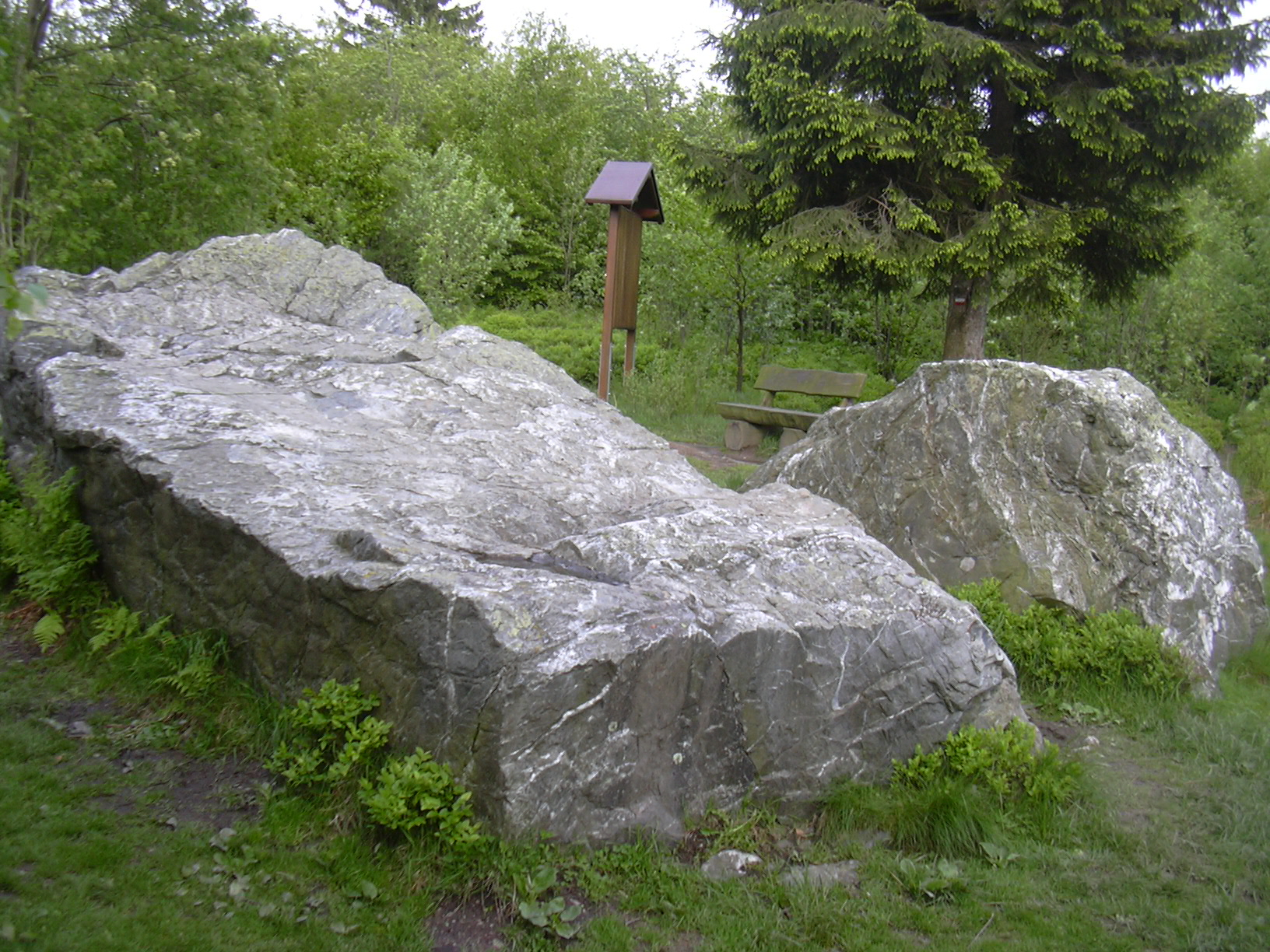
Kaiser Karls Bettstatt

Mützenich ist ein beliebtes Ziel für Wanderer, Radfahrer, Jogger und Ski-Langläufer. Viele Wanderwege führen in das Hohe Venn, ein Hochmoor auf etwa 600 bis 650 Meter Höhe, und in das Naturschutzgebiet Gebirgsbach Rur.
Ein markanter Punkt ungefähr einen Kilometer nördlich des Ortes ist Kaiser Karls Bettstatt unweit des Stelings, von wo aus einer der Hauptwege ins Hohe Venn führt. Die Legende besagt: Als Kaiser Karl der Große sich eines Tages auf der Jagd verirrte, soll er an diesem Quarzitblock sein unfreiwilliges Nachtlager aufgeschlagen haben. Mit etwas Fantasie sind Einkerbungen zu erkennen, wo ein Körper mit Kopf und Füßen aufgelegen haben könnte. Nach diesem Abdruck hätte diese Gestalt allerdings fast drei Meter groß sein müssen.
Auch für die Namensgebung Mützenichs muss, mit einem Augenzwinkern, Karl herhalten: Als ihm, auf der Bettstatt liegend, einer seiner Bediensteten gegen die Kälte eine Kopfbedeckung hinhielt, soll er entgegnet haben: „Mütze nich“. In dem in Mundart abgehaltenen Dorflied E Dörpsche lid im Monscher Land („Ein Dörfchen liegt im Monschauer Land“) wird hingegen die Namensfindung auf den oft strengen Westwind zurückgeführt, der den Menschen die Mützen wegriss: „un daropp ewischlisch, häisst dat Dorp nu Mötzenisch“ („und darum ewiglich heißt das Dorf nun Mützenich“).